# Landkreis Balingen
Der Landkreis Balingen war ein Landkreis in Baden-Württemberg, der im Zuge der Kreisreform am 1. Januar 1973 aufgelöst wurde.

## Geographie

### Lage
Der Landkreis Balingen lag im Süden Baden-Württembergs. Geographisch hatte er hauptsächlich Anteil an der Schwäbischen Alb.

### Nachbarkreise
Seine Nachbarkreise waren 1972 im Uhrzeigersinn beginnend im Norden Hechingen, Sigmaringen, Stockach, Tuttlingen, Rottweil und Horb.

## Geschichte
Das Gebiet des Landkreises gehörte schon vor 1800 überwiegend zum Herzogtum Württemberg. Daher gab es schon vor 1800 ein Oberamt Balingen. Dieses wurde 1806 neu umschrieben und gehörte ab 1810 zur Landvogtei Am Oberen Neckar und ab 1818 zum Schwarzwaldkreis, der 1924 aufgelöst wurde. 1934 wurde das Oberamt in Landkreis Balingen umbenannt, 1938 wurde dieser um einige Gemeinden der aufgelösten Landkreise Ebingen, Sulz und Spaichingen sowie einiger Gemeinden des Landkreises Rottweil erheblich vergrößert. Nach dem Zweiten Weltkrieg kam der Landkreis Balingen zum neuen Bundesland Württemberg-Hohenzollern und nach der Länderneugliederung im Südwesten 1952 zum Regierungsbezirk Südwürttemberg-Hohenzollern in Baden-Württemberg.
Mit Wirkung vom 1. Januar 1973 wurde der Landkreis Balingen aufgelöst. Sein Gebiet wurde mit dem ebenfalls aufgelösten ehemals als Teil der Hohenzollerischen Lande preußischen Landkreis Hechingen sowie zwei Gemeinden des aufgelösten Landkreises Stockach zum neuen Zollernalbkreis vereinigt, der damit Rechtsnachfolger des Landkreises Balingen wurde. Kreisstadt des neuen Landkreises wurde Balingen.

### Einwohnerentwicklung
Alle Einwohnerzahlen sind Volkszählungsergebnisse.
| Jahr               | Einwohner |
| ------------------ | --------- |
| 17. Mai 1939       | 70.315    |
| 13. September 1950 | 82.320    |

| Jahr         | Einwohner |
| ------------ | --------- |
| 6. Juni 1961 | 98.127    |
| 27. Mai 1970 | 112.516   |

## Politik

### Landrat
Die Landräte des Landkreises Balingen seit 1938:
- 1934–1939: Karl Sinn
- 1939–1945: Theodor Zeller
- 1945–1948: Robert Wahl
- 1948–1967: Friedrich Roemer
- 1968–1972: Erhard Lazi

Die Oberamtmänner des früheren Oberamts sind unter Oberamt Balingen dargestellt.

### Wappen
Das Wappen des Landkreises Balingen zeigte unter goldenem Schildhaupt, darin eine liegende schwarze Hirschstange, in Rot eine zweitürmige, silberne Burg mit offenem Tor und einem goldenen Fallgitter. Das Wappen wurde vom württembergischen Innenministerium am 25. Mai 1928 genehmigt. Schon seit 1926 wurde es vom damaligen Oberamt Balingen inoffiziell geführt und gilt damit als eines der ältesten Kreiswappen Deutschlands.
Die Hirschstangen weisen auf Württemberg hin, zu dem der Hauptteil des Landkreises gehörte. Die Ritter von Schalksburg und ihre Nachfolger die Herren von Rosenfeld führten die silberne Burg in rotem Schild in ihrem Wappen. Die Schalksburg war der Mittelpunkt der größten Herrschaft im Kreisgebiet und ist die größte Burgruine des damaligen Kreises.

## Wirtschaft und Infrastruktur

### Verkehr
Durch das Kreisgebiet führte keine Bundesautobahn. Es wurde durch die Bundesstraßen 27 und 463 an das Fernstraßennetz angebunden.

## Gemeinden
Zum Landkreis Balingen gehörten ab 1938 zunächst 45 Gemeinden, davon 6 Städte. Bereits 1934 waren Truchtelfingen nach Tailfingen und Heselwangen nach Balingen sowie 1937 Dürrwangen nach Frommern eingemeindet worden.
Am 7. März 1968 stellte der Landtag von Baden-Württemberg die Weichen für eine Gemeindereform. Mit dem Gesetz zur Stärkung der Verwaltungskraft kleinerer Gemeinden war es möglich, dass sich kleinere Gemeinden freiwillig zu größeren Gemeinden vereinigen konnten. Den Anfang im Landkreis Balingen machten am 1. Januar 1971 die Gemeinden Stockenhausen und Streichen, die sich mit der Stadt Balingen vereinigten. In der Folgezeit reduzierte sich die Zahl der Gemeinden stetig, bis der Landkreis Balingen schließlich 1973 aufgelöst wurde.
Die größte Gemeinde des Landkreises war die Stadt Ebingen, die seit dem 1. April eine 1956 Große Kreisstadt war. Die kleinste Gemeinde war Burgfelden.
In der Tabelle stehen die Gemeinden des Landkreises Balingen vor der Gemeindereform. Heute gehören alle Gemeinden zum Zollernalbkreis. Die Einwohnerangaben beziehen sich auf die Volkszählungsergebnisse in den Jahren 1961 und 1970.
| frühere Gemeinde                                               | heutige Gemeinde        | Einwohner am 6. Juni 1961 | Einwohner am 27. Mai 1970 |
| -------------------------------------------------------------- | ----------------------- | ------------------------- | ------------------------- |
| Balingen, Stadt (mit dem 1934 eingemeindeten Heselwangen)      | Balingen                | 11.647                    | 14.216                    |
| Bickelsberg                                                    | Rosenfeld               | 454                       | 443                       |
| Binsdorf, Stadt                                                | Geislingen              | 853                       | 910                       |
| Bitz                                                           | Bitz                    | 2.979                     | 3.191                     |
| Brittheim                                                      | Rosenfeld               | 341                       | 353                       |
| Burgfelden                                                     | Albstadt                | 230                       | 214                       |
| Dautmergen                                                     | Dautmergen              | 302                       | 322                       |
| Dormettingen                                                   | Dormettingen            | 722                       | 761                       |
| Dotternhausen                                                  | Dotternhausen           | 1.067                     | 1.181                     |
| Ebingen, Große Kreisstadt                                      | Albstadt                | 21.092                    | 22.594                    |
| Endingen                                                       | Balingen                | 1.056                     | 1.256                     |
| Engstlatt                                                      | Balingen                | 1.334                     | 1.493                     |
| Erlaheim                                                       | Geislingen              | 600                       | 646                       |
| Erzingen                                                       | Balingen                | 625                       | 633                       |
| Frommern (mit dem 1937 eingemeindeten Dürrwangen)              | Balingen                | 2.889                     | 3.493                     |
| Geislingen                                                     | Geislingen              | 3.054                     | 3.538                     |
| Hausen am Tann                                                 | Hausen am Tann          | 365                       | 356                       |
| Hossingen                                                      | Meßstetten              | 515                       | 571                       |
| Isingen                                                        | Rosenfeld               | 536                       | 554                       |
| Laufen an der Eyach                                            | Albstadt                | 1.396                     | 1.577                     |
| Lautlingen                                                     | Albstadt                | 1.429                     | 2.021                     |
| Leidringen                                                     | Rosenfeld               | 902                       | 906                       |
| Margrethausen                                                  | Albstadt                | 843                       | 999                       |
| Meßstetten                                                     | Meßstetten              | 3.009                     | 4.694                     |
| Nusplingen                                                     | Nusplingen              | 1.685                     | 1.924                     |
| Oberdigisheim                                                  | Meßstetten              | 741                       | 761                       |
| Obernheim                                                      | Obernheim               | 1.204                     | 1.449                     |
| Onstmettingen                                                  | Albstadt                | 4.715                     | 5.714                     |
| Ostdorf                                                        | Balingen                | 1.109                     | 1.235                     |
| Pfeffingen                                                     | Albstadt                | 1.436                     | 1.623                     |
| Ratshausen                                                     | Ratshausen              | 594                       | 644                       |
| Rosenfeld, Stadt                                               | Rosenfeld               | 1.295                     | 1.492                     |
| Roßwangen                                                      | Balingen                | 518                       | 607                       |
| Schömberg, Stadt                                               | Schömberg               | 1.706                     | 2.096                     |
| Stockenhausen                                                  | Balingen                | 242                       | 257                       |
| Streichen                                                      | Balingen                | 383                       | 444                       |
| Täbingen                                                       | Rosenfeld               | 482                       | 489                       |
| Tailfingen, Stadt (mit dem 1934 eingemeindeten Truchtelfingen) | Albstadt                | 15.459                    | 17.278                    |
| Tieringen                                                      | Meßstetten              | 752                       | 882                       |
| Unterdigisheim                                                 | Meßstetten              | 545                       | 593                       |
| Weilen unter den Rinnen                                        | Weilen unter den Rinnen | 329                       | 410                       |
| Weilstetten                                                    | Balingen                | 1.949                     | 2.453                     |
| Winterlingen                                                   | Winterlingen            | 3.636                     | 4.033                     |
| Zillhausen                                                     | Balingen                | 726                       | 806                       |
| Zimmern unter der Burg                                         | Zimmern unter der Burg  | 381                       | 404                       |

## Kfz-Kennzeichen
Am 1. Juli 1956 wurde dem Landkreis bei der Einführung der bis heute gültigen Kfz-Kennzeichen das Unterscheidungszeichen BL zugewiesen. Es wird im Zollernalbkreis durchgängig bis heute ausgegeben.